# Сантіпонсе
Сантіпонсе (ісп. Santiponce) — муніципалітет в Іспанії, у складі автономної спільноти Андалусія, у провінції Севілья. Населення — 8238 осіб (2010).
Муніципалітет розташований на відстані близько 390 км на південний захід від Мадрида, 6 км на північний захід від Севільї.

## Демографія
Динаміка населення (INE ):

## Галерея

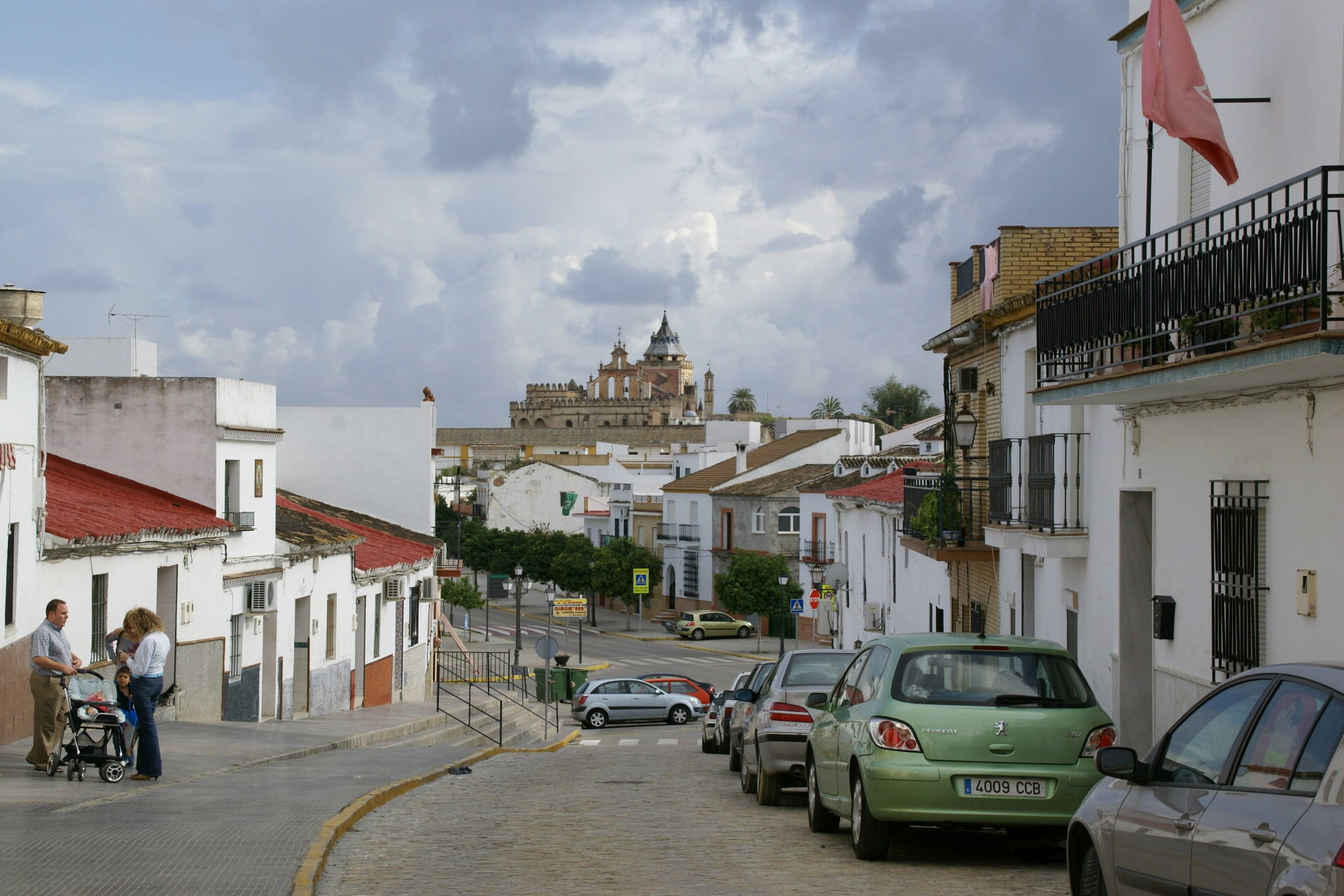
Монастир Сан-Ісідоро-дель-Кампо